# Drygalski Island
Drygalski Island (norska: Drygalskiøya) är en ö i Antarktis. Den ligger i havet utanför Östantarktis, i ett område som Australien gör anspråk på. Arean är 220 kvadratkilometer. Terrängen på Drygalski Island är lite kuperad.